# Václav Kaprál

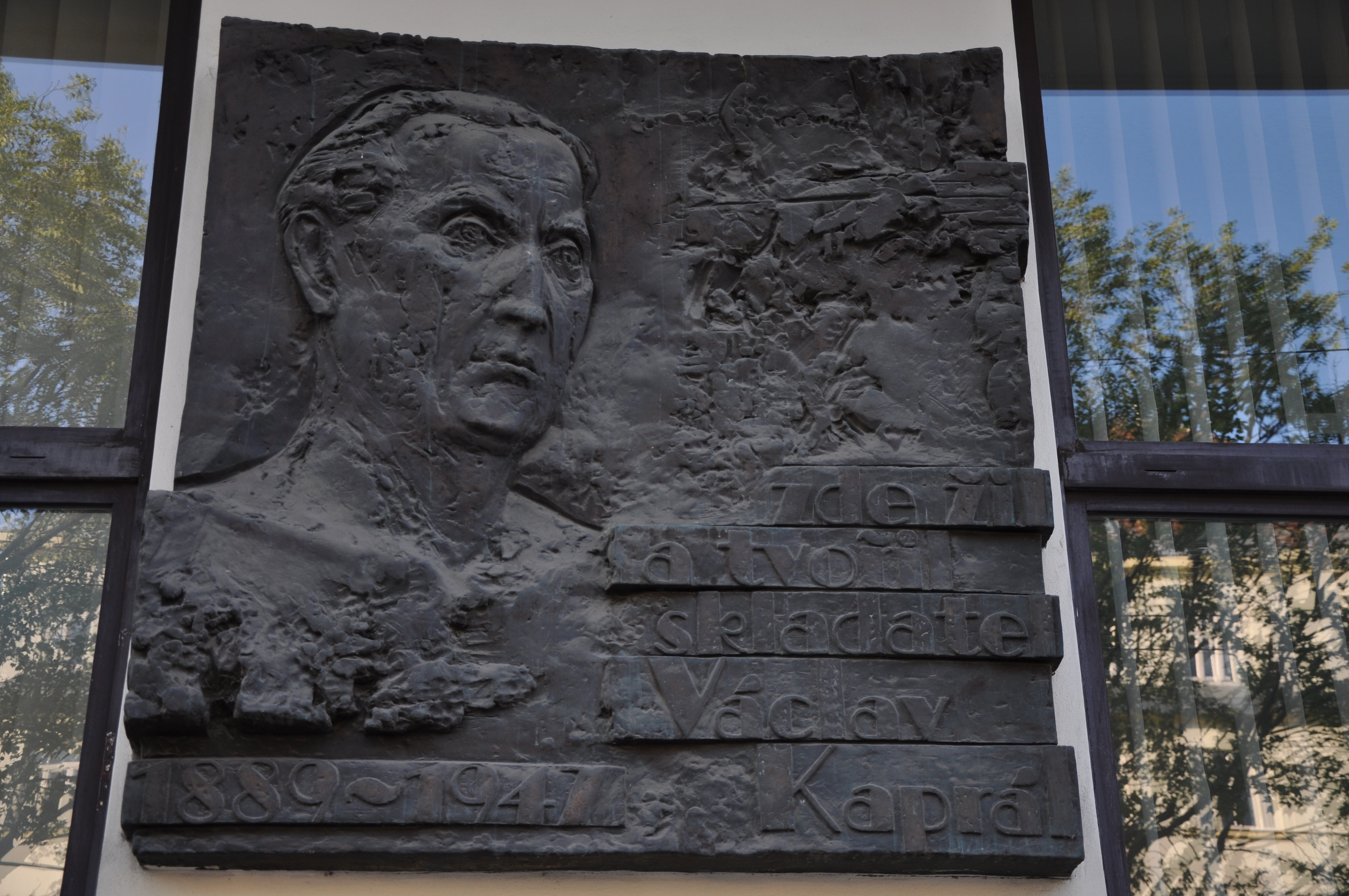
Václav Kaprál

Václav Kaprál (né le 26 mars 1889 à Určice près de Prostějov; mort le 6 avril 1947 à Brno) est un compositeur tchécoslovaque. 

## Biographie
De 1907 à 1910 Kaprál est élève en composition de Leoš Janáček puis de 1919 à 1920 de Vítězslav Novák. Il étudie le piano avec Marie Kuhlova, Adolf Miks, Klara Schäferova et finalement Alfred Cortot à Paris en 1923. Il fonde une école privée de musique à Prague en 1911. Entre 1919 et 1928 il est chef de chorale et critique musical pour plusieurs journaux. 
Il crée un duo de piano avec Ludvik Kundera dans les années 1920. À partir de 1927 il enseigne à l'Université Masaryk de Brno, puis en 1935 devient professeur au Conservatoire et membre de l'Académie tchèque des Sciences et des Arts. Arrêté par la Gestapo en 1942, il est détenu dans le camp de Svatobořice-Mistřín jusqu'en 1945. Après la guerre il enseigne à l'Académie de musique de Brno 1946. Sa fille Vítězslava Kaprálová est connue comme compositrice.

## Sélection d’œuvres

### Piano
- Quatre sonates (1912, 1921, 1924, 1939)
- Nocturno (1915)
- Yrois sonatines
- Suita romantica (1918)
- Miniatures (1922)
- Lyrica (1927)
- Fantaisie (1934)
- Chant d'un orphelin

### Musique de chambre
- Deux quatuors à cordes
- Ballade pour violoncelle  (1946).

### Compositions vocales
- Pro ni (Pour elle, 1927) pour voix et quatuor pour piano et cordes
- Píseň podzimu (Chanson d'automne, 1929) pour voix et quatuor à cordes
- Uspávanky (Berceuses, 1932) pour voix et orchestre de chambre
- Milodějné kvítí (Fleurs d'amour, 1942) à la mémoire de sa fille  Vítězslava qui mourut en 1940
- Svatobořické lidové písně (Folksongs de Svatobořice, 1944)
- Hradišťská idyla (1944)
- Česká mše (Messe tchèque, 1943).